# Большекрепинское сельское поселение
Большекрепинское сельское поселение — муниципальное образование в Родионово-Несветайском районе Ростовской области.
Административный центр поселения — слобода Большекрепинская.

## Административное устройство
В состав Большекрепинского сельского поселения входят:
- слобода Большекрепинская;
- хутор Выдел;
- село Греково-Ульяновка;
- село Каршенно-Анненка;
- хутор Новая Украина;
- хутор Папчино;
- хутор Персиановка;
- хутор Почтовый Яр;
- село Чистополье.

## Население
| 2010  | 2012  | 2013  | 2014  | 2015  | 2016  | 2017  |
| ----- | ----- | ----- | ----- | ----- | ----- | ----- |
| 3635  | ↗3665 | ↘3626 | ↘3574 | ↘3518 | ↘3437 | ↘3346 |
| 2018  | 2019  | 2020  | 2021  |       |       |       |
| ↘3318 | ↘3267 | ↘3232 | ↘3199 |       |       |       |